# Sierra de San Francisco

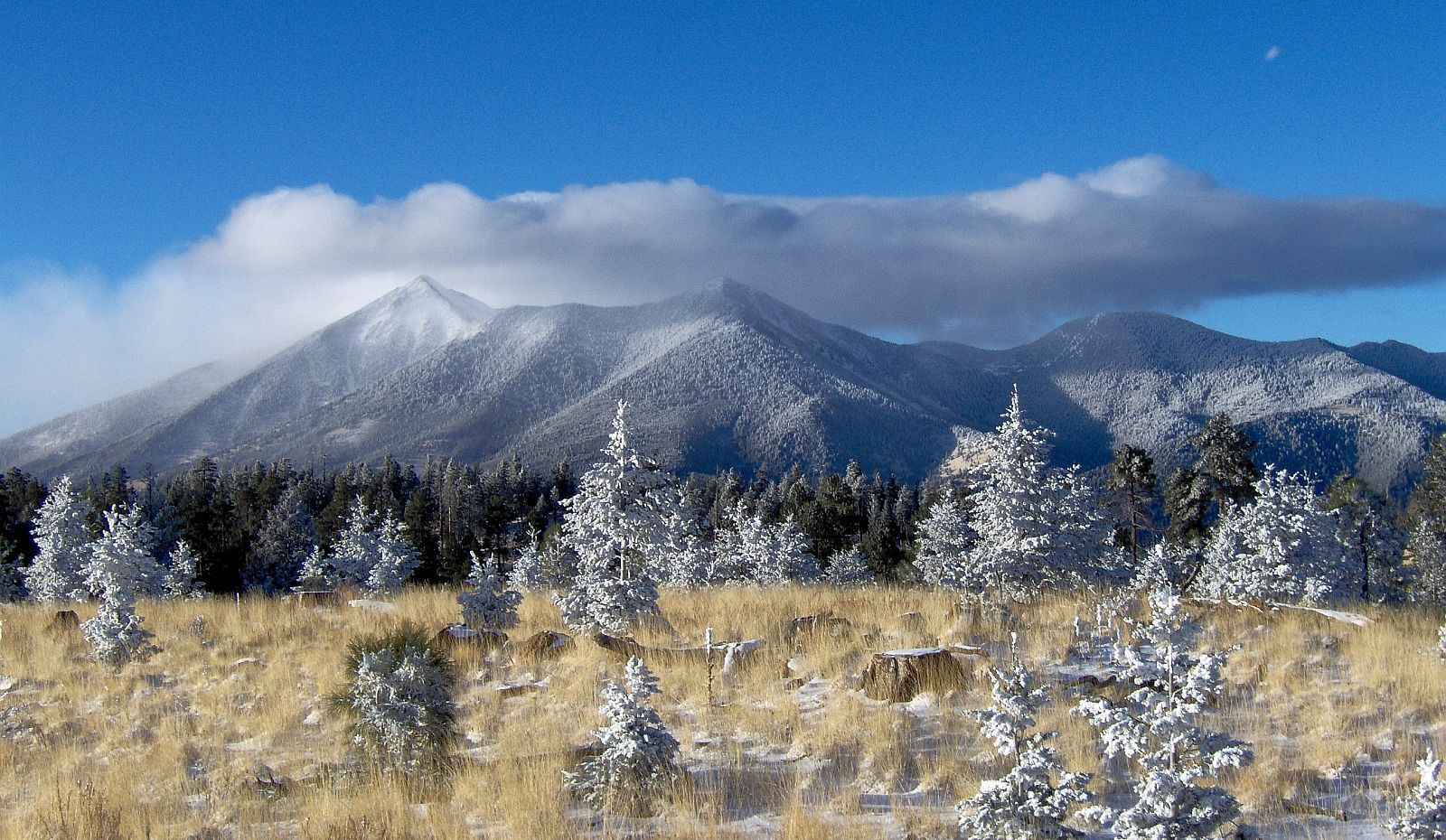
Vista de la Sierra de San Francisco

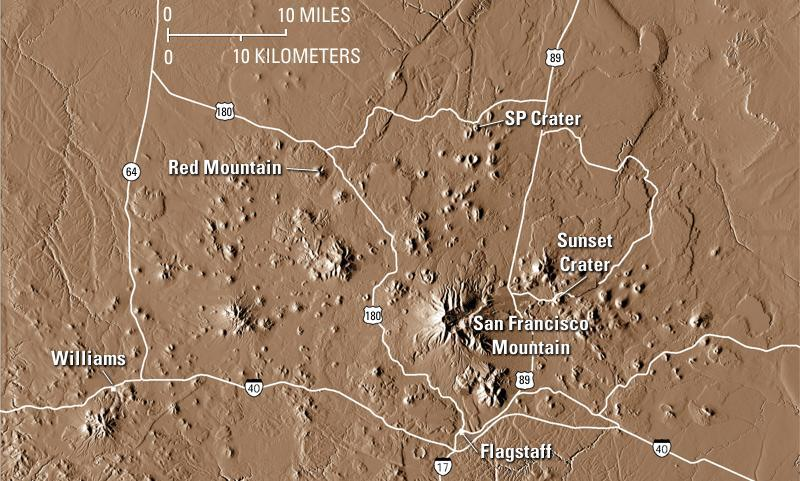
Mapa del lugar

La sierra de San Francisco es una sierra de origen volcánico ubicada en el centro-norte de Arizona, a poca distancia de Flagstaff (Condado de Coconino).
El punto más elevado de la sierra es el pico Humphreys el cual es a su vez el punto más elevado del estado de Arizona con sus 12 633 pies (3850,5 m) de elevación. La sierra es el remanente de un estratovolcano erosionado. Un acuífero dentro de la caldera es el abastecimiento de agua más importante para Flagstaff, y se ubica en el bosque nacional de Coconino y también es un importante lugar para deportes al aire libre.  El áre de esquí de Snowbowl de Arizona se ubica en la cuesta occidental del pico de Humphrey. Montañas sagradas de los Navajo, aparecen en el gran sello de la Nación Navajo como una serie de picos amarillos.